# Toymania
A Toy Mania é uma empresa originalmente fundada no Rio de Janeiro a partir da união de três empresas. É uma das pioneiras em e-commerce no mercado de brinquedos no Brasil, criando sua loja online para comercialização de Brinquedos Infantis e Brinquedos de Adultos no ano de 2003, tornando-se referência no setor. 
Em 2014, a organização foi adquirida por um dos maiores distribuidores de brinquedos do país, a Barão Distribuidora. Com a compra da empresa, sua sede passou a ser em São Paulo e seu centro de distribuição em Guarulhos, na Grande São Paulo.
A loja de Brinquedos disponibiliza para o consumidor final produtos para todas as faixas etárias e que atendem a todas as necessidades do cliente. Na parte de cuidado e desenvolvimento dos bebês, conta com grande variedade de marcas que são referência como Fisher Price e Bandeirante. Além de brinquedos que desenvolvem as habilidades dos bebês, também oferece carrinhos e cadeirinhas que garantem o conforto e a segurança das crianças.
A loja online também oferece uma linha completa para meninos e meninas de todas as idades, que conta com brinquedos educativos, para a prática de esportes e momentos de lazer em diversos lugares, sempre prezando o bem estar das crianças e dos pais, tornando a hora da brincadeira muito mais divertida.
Além desses itens pensados exclusivamente para o divertimento dos pequenos, na Toy Mania também é possível encontrar brinquedos colecionáveis, como bonecos de super-heróis e bonecas Barbie, em edições especiais confeccionadas pensando na paixão dos adultos por seus personagens preferidos da infância.
A Toy Mania trabalha com marcas responsáveis e que se importam efetivamente com a segurança das crianças e com o desenvolvimento de suas funções motoras e cognitivas. Todos os brinquedos encontrados na loja online possuem selo de certificação do Inmetro, dando garantia de qualidade e segurança.
Dentre os e-commerces do segmento de brinquedos, a loja Toy Mania possui uma das melhores avaliações dos consumidores no E-bit, um dos mais respeitados sites especializados em pesquisas e informações sobre hábitos e tendências do comércio eletrônico e de seus consumidores.

## Loja Online Oficial
- Loja Online de Brinquedos Toy Mania